# Bakonycsernye
Bakonycsernye är en ort i Ungern.   Den ligger i provinsen Fejér, i den västra delen av landet, 80 km väster om huvudstaden Budapest. Bakonycsernye ligger 210 meter över havet och antalet invånare är 3 177.
Terrängen runt Bakonycsernye är platt åt nordost, men åt sydväst är den kuperad. Runt Bakonycsernye är det tätbefolkat, med 257 invånare per kvadratkilometer. Närmaste större samhälle är Mór, 11,4 km nordost om Bakonycsernye. I omgivningarna runt Bakonycsernye växer i huvudsak lövfällande lövskog.